# Kwantowanie (fizyka)
Kwantowanie, kwantyzacja – konstrukcja pozwalająca na przejście z klasycznej teorii pola do kwantowej teorii pola. Kwantowanie jest uogólnieniem konstrukcji stosowanej przy przejściu z mechaniki klasycznej do mechaniki kwantowej.
W bardziej popularnym znaczeniu przez kwantowanie rozumie się fakt istnienia skończonego lub przeliczalnego zbioru dopuszczalnych wartości danej wielkości. Na przykład mówiąc, że energia elektronu w atomie jest skwantowana rozumie się przez to, że możliwe do zaobserwowania są tylko określone jej wartości, zwane w tym przypadku poziomami energetycznymi.

## Metody kwantowania

### Kwantowanie kanoniczne
W mechanice klasycznej układ opisywany jest przez funkcję Hamiltona (hamiltonian będący funkcją położeń uogólnionych {\displaystyle q_{i}} i pędów uogólnionych {\displaystyle p_{i}} – zmiennych kanonicznych). W formalizmie kanonicznym wprowadza się nawiasy Poissona definiowane jako
{\displaystyle \{A,B\}=\sum _{i=1}\left({\frac {\partial A}{\partial q_{i}}}{\frac {\partial B}{\partial p_{i}}}-{\frac {\partial A}{\partial p_{i}}}{\frac {\partial B}{\partial q_{i}}}\right).}
Zgodnie z definicją nawiasy Poissona dla zmiennych kanonicznych wynoszą odpowiednio ({\displaystyle k} i {\displaystyle l} indeksują zmienne kanoniczne)
{\displaystyle \{q_{l},q_{k}\}=0,}
{\displaystyle \{p_{l},p_{k}\}=0,}
{\displaystyle \{q_{l},p_{k}\}=\delta _{lk}.}
Kwantowanie kanoniczne polega na zmianie zmiennych kanonicznych na operatory oraz nawiasów Poissona na komutatory
{\displaystyle \{.,.\}\longrightarrow {\frac {1}{i\hslash }}[.,.],}
czyli
{\displaystyle {\hat {H}}=H({\hat {q}},{\hat {p}},t),}
{\displaystyle [{\hat {q}}_{l},{\hat {q}}_{k}]=0,}
{\displaystyle [{\hat {p}}_{l},{\hat {p}}_{k}]=0,}
{\displaystyle [{\hat {q}}_{l},{\hat {p}}_{k}]=i\hslash \delta _{lk}.}
Popularnym sposobem kwantyzacji jest wprowadzenie funkcji falowej. Korzysta się z faktu, że na przestrzeni funkcji {\displaystyle \Psi (q)} można wprowadzić operatory
{\displaystyle {\hat {q}}_{i}\Psi (q)=q_{i}\Psi (q),}
{\displaystyle {\hat {p}}_{i}\Psi (q)=-i\hslash {\frac {\partial \Psi (q)}{\partial q_{i}}}.}
spełniające odpowiednie reguły komutacyjne. W ten sposób problem znalezienia stanów własnych pewnych operatorów sprowadza się do rozwiązania odpowiedniego równania różniczkowego.

#### Przykład nierelatywistycznej cząstki swobodnej
Klasyczny hamiltonian opisujący taką cząstkę ma postać {\displaystyle H={\frac {1}{2m}}{\vec {p}}^{\,2}.} Odpowiadający mu kwantowy operator to {\displaystyle {\hat {H}}=-{\frac {\hslash ^{2}}{2m}}\Delta .} Szukając stanu kwantowego o ustalonej wartości energii, rozwiązujemy równanie
{\displaystyle -{\frac {\hslash ^{2}}{2m}}\Delta \Psi ({\vec {x}})=E\Psi ({\vec {x}}).}
Możliwe jest jednoczesne żądanie ustalonej wartości pędu:
{\displaystyle -i\hslash {\vec {\nabla }}\Psi ({\vec {x}})={\vec {k}}\Psi ({\vec {x}}).}
Rozwiązując te równania, znajdujemy
{\displaystyle \Psi ({\vec {x}})=Ne^{\frac {i{\vec {k}}\cdot {\vec {x}}}{\hslash }},}
{\displaystyle E={\frac {1}{2m}}{\vec {k}}^{\,2}.}
W tym przypadku kwantowy związek między energią i pędem jest taki sam jak klasyczny.